# Benito Bonito
Benito Bonito war angeblich ein Pirat, der einen Schatz von unermesslichem Wert auf der Kokos-Insel (Costa Rica) versteckt haben soll. Höchstwahrscheinlich ist Benito Bonito eine Phantasiegestalt, ein Pirat, Freibeuter, Privateer oder Bukanier mit diesem Namen ist historisch nicht belegt.

## Biografie
Von dem als besonders grausam beschriebenen Piraten Benito Bonito mit den Beinamen „Dom Pedro“ oder „Blutiges Schwert“ gibt es, je nach Autor, zahlreiche unterschiedliche Biografien, die sich teilweise überlagern, teilweise widersprechen. Die nachfolgende Lebensbeschreibung orientiert sich an dem Buch „The Lost Treasure of Cocos Island“ der New York-Times-Journalisten Hancock und Weston:
Danach war Benito Bonito im Jahr 1814 Kapitän eines kleinen spanischen Kaperschiffes. Zwei Jahre später übernahm er einen portugiesischen Handelsfahrer, indem er den Kapitän ermordete. Als Nächstes kaperte er ein englisches Sklavenschiff mit dem Namen Lightning (Blitz), das er in Relampago (spanisch für Blitz) umtaufte. Alle Besatzungsmitglieder, die sich ihm nicht anschließen wollten, wurden ermordet. Die Relampago operierte mehrere Jahre zwischen den Westindischen Inseln und im Atlantik. Als er vor der nordamerikanischen Küste immer mehr in Bedrängnis geriet, wich Bonito in den Pazifik aus. Im Jahr 1819 überfiel er eine spanische Eselskarawane, die Gold von Mexiko-Stadt nach Acapulco brachte, für den Weitertransport nach Manila. Diesen Schatz versteckte Bonito in der Wafer-Bucht auf der Kokos-Insel. Bonito kam im Jahr 1821 in der Karibik ums Leben als die Mannschaft seines Schiffes meuterte.:51–52
Eine angeblich von Bonito angefertigte Schatzkarte verkaufte der Enkel eines Besatzungsmitgliedes von Bonitos Schiff dem deutschen Schatzsucher August Gissler.

## Benito de Soto
Ein Pirat mit Namen Benito Bonito ist historisch nicht belegt. Wahrscheinlich liegt eine Verwechslung mit dem spanischen Piraten Benito de Soto (* 22. April 1805 in Pontevedra; † 25. Januar 1830 in Cádiz) vor. De Soto griff mit seinem Schiff Burla Negra, dem ehemaligen brasilianischen Sklavenschiff Defensor de Pedro, am 19. Februar 1828 vor der Insel Ascension im Südatlantik das Handelsschiff Morning Star an. Dabei wurde der Kapitän grausam ermordet, die weiblichen Passagiere vergewaltigt und es kam zu weiteren Gräueltaten, die großes öffentliches Aufsehen erregten. Anschließend raubte de Soto das amerikanische Handelsschiff Topaz unter Captain Brewster aus, ermordete die Besatzung und setzte das Schiff in Brand. De Soto brachte noch weitere Schiffe im Atlantik auf, darunter das britische Handelsschiff Sunbury am 8. April 1828, dessen Besatzung kam jedoch mit dem Leben davon. Schließlich erreichte De Soto seinen Heimatort Pontevedra, entlud die Beute und segelte nach Gibraltar, doch die Burla Negra havarierte in der Nähe von Cádiz. Die spanischen Behörden verhafteten die Besatzung. Benito de Soto und ein Matrose konnten entkommen, und De Soto erreichte Gibraltar. Dort wurde er von den britischen Behörden unverzüglich verhaftet, vor Gericht gestellt und am 25. Januar 1830 gehenkt. Die Spanier verurteilten die übrigen Piraten zum Tode und henkten sie in Cadiz. De Soto beschränkte seine Beutezüge auf den Atlantik und die Karibik. Es gibt keinen Hinweis, dass er sich jemals im Pazifischen Ozean aufgehalten hätte.

## Bennett Graham
Nach anderen Quellen soll Benito Bonito das Pseudonym des britischen Kapitäns Bennett Graham (auch Benett Grahame geschrieben) gewesen sein. Er soll sich in der Schlacht von Trafalgar ausgezeichnet und als Anerkennung seiner Verdienste das Kommando über das Kriegsschiff HMS Devonshire erhalten haben, um als Freibeuter spanische Schiffe im Pazifik zu kapern. Da er sich aber nicht auf die Spanier beschränkt, sondern auch Schiffe anderer Nationen ausgeraubt habe, sei die Devonshire schließlich von drei britischen Kriegsschiffen vor der Küste Costa Ricas versenkt worden. Zuvor sei es Graham jedoch gelungen, seine Beute auf der Kokosinsel zu verstecken.:33
Ein Kapitän mit Namen Bennett Graham (oder auch Graham Bennett) ist in den Besoldungslisten der Royal Navy für das 19. Jahrhundert nicht verzeichnet. Die HMS Devonshire, das fünfte Schiff dieses Namens, war ein Linienschiff (third rate of the line) mit 75 Kanonen. Gebaut 1812 bei Barnard in Deptford, hatte sie eine Laufbahn ohne besondere Vorkommnisse („an unremarkable career“). Der Missbrauch eines großen britischen Kriegsschiffes als Piratenschiff wäre mit Sicherheit publik geworden. Kommandant von 1813 bis 1814 war Captain (später Admiral) Sir Ross Donnelly (* 1763; † Oktober 1840), der sich in der Seeschlacht am 13. Prairial ausgezeichnet und unter Lord Horatio Nelson im Mittelmeer gedient hatte. Die Devonshire lag ab 1848 in Chatham (Kent) als Hafenschiff in Reserve und wurde ab 1861 als Schulschiff verwendet, bis man sie 1869 in Sheerness abwrackte. Sie gehörte nicht der britischen Pacific Station an, ein Kommando im Pazifik ist nicht bekannt.
Im späten 17. Jahrhundert gab es einen Captain John Graham, der eine Schaluppe mit 14 Mann Besatzung kommandierte und zusammen mit Captain Veale Handelsschiffe an der Küste Neuenglands (Rhode Island und Connecticut) ausraubte. Er war niemals im Pazifik.

## Dominico Pedro Benitez
Ein weiterer Autor vermutet, Benito Bonito sei der portugiesische Pirat Dominico Pedro Benitez gewesen. Er soll 1816 auf einer Fregatte mit Namen Renaud eine Meuterei angezettelt und sich anschließend mit wenig Erfolg im Golf von Mexiko als Freibeuter betätigt haben. Auf der Flucht vor britischen Kriegsschiffen habe er Kap Hoorn umrundet und auf der Landenge von Panama eine spanische Goldkarawane überfallen. Außerdem habe er im Pazifik die Galeone Rosario gekapert. Seine Beute ist angeblich auf der Kokosinsel vergraben.
Auch auf einen portugiesischen Freibeuter namens Dominico Pedro Benitez gibt es in der seriösen historischen Literatur keinen Hinweis. Eine Fregatte mit Namen Renaud ist für die erste Hälfte des 19. Jahrhunderts nicht bekannt, auch steht kein Handelsschiff dieses Namens im Lloyd’s Register of Shipping. Im 18. Jahrhundert gab es drei Galeonen mit dem Namensbestandteil „Rosario“. Die Nuestra Señora del Rosario y Santiago Apostol sank 1705 in einem Hurrican vor Florida. Die beiden anderen gehörten zu den sogenannten Manila-Galeonen, die den Warenverkehr zwischen Manila und Acapulco besorgten. Auf dem Rückweg von Acapulco nach Manila transportierten sie in der Regel eine Ladung Silber. Die Nuestra Señora del Rosario y San Juan Bautista strandete 1762 mit einer Ladung Silber in der Bucht von Palapag (Philippinen) und die Nuestra Señora del Rosario y los Santos Reyes wurde 1750 abgewrackt. Keines dieser Schiffe wurde von Freibeutern erobert. Im 19. Jahrhundert war die Zeit der Galeonen vorbei.
Bei einem anderen Autor hört sich dieselbe Geschichte anders an. Das Kriegsschiff Renaud wird hier zum „gefürchteten, französischen Freibeuterschiff Renard“, auf dem Benito Bonito, dessen richtiger Name Dominico Pedro Benitez gelautet habe, eine Meuterei anzettelte, um sich selbst zum Piratenkapitän zu machen. Um 1817 habe dann Benitez die Lightning erbeutet, eine Brigg mit 9 Kanonen, angeblich 1814 von der amerikanischen Carterit Company in Liverpool gebaut. Sie beförderte zunächst Fracht zwischen England und Neufundland, danach Sklaven von Afrika nach Amerika. Während einer Fahrt mit Sklaven nach Brasilien wurde sie bei einem Zwischenaufenthalt in Matanzas (Kuba), von Benitez geentert und umbenannt in Relampago. Eine amerikanische Werft mit Namen „Carterit Company“ ist nicht bekannt. Das US-amerikanische Liverpool ist ein kleiner Ort im Bundesstaat New York und liegt an einem Binnensee, dem Onondaga Lake, unweit der Stadt Syracuse. Hier wurden niemals ozeantaugliche Schiffe gebaut. Weitere Orte mit Namen Liverpool gibt es in den Bundesstaaten Illinois, Indiana, Pennsylvania, Texas und Ohio. Sie liegen alle im Landesinnern und haben keinen direkten Zugang zum Meer.
Ein weiterer Autor erzählt eine ähnliche Geschichte über Dominico Pedro Benitez, erwähnt jedoch die Lightning nicht. Bonitos Schiff sei ein englisches (!) Sklavenschiff mit Namen „Relampgo, der Blitz“, gewesen. Der Blitz heißt im Englischen „lightning“, jedoch im Spanischen „relámpago“ (portugiesisch „relâmpago“ geschrieben).

## Benito Socarras Y Aguero
Möglicherweise liegt bei dem Namen Benito Bonito auch eine Verwechslung mit Don Benito vor, einem Kaperfahrer des frühen 18. Jahrhunderts, dessen tatsächlicher Name wahrscheinlich Benito Socarras Y Aguero (oder Benito Agüero) lautete. Don Benito teilte sich mit dem irisch-stämmigen Richard Holland das Kommando der spanischen Guarda-Costa-Sloop St. Francis de la Vela. Das Schiff patrouillierte um 1724 die Küstengewässer um Kuba und war vom Gouverneur von Kuba bevollmächtigt, Prisen aufzubringen. Allerdings dehnte Socarras sein Tätigkeitsfeld über die Küsten Floridas bis zu den Virginia Capes an der Chesapeake Bay aus. Im Juni 1724 kaperte er dort kurz nacheinander das Sklavenschiff John and Mary aus Virginia, die Prudent Hannah sowie die Godolphin und nahm alle drei Schiffe als Prisen. Die St. Francis de la Vela wurde von der HMS Enterprise verfolgt, doch es gelang den Piraten, dem britischen Kriegsschiff zu entkommen. Don Benito war niemals im Pazifischen Ozean, sondern unternahm seine Beutezüge in der Karibik und im Atlantischen Ozean.

## Don Pedro Gilbert
Es könnte auch eine Verwechslung mit dem Piraten Pedro Gilbert (* um 1800; † 11. Juni 1835 in Boston hingerichtet) vorliegen, der ebenso unter dem Namen Don Pedro Gilbert (auch Gibert) bekannt war. Gilbert war ein Kaperfahrer, der mit seinem Schoner Panda Handelsschiffe vor der Ostküste von Florida und in der Karibik ausraubte, u. a. am 21. September 1832 die amerikanische Brig Mexican, die sich mit Silbermünzen im Wert von 20 000 Dollar auf dem Weg von Salem (Massachusetts) nach Rio de Janeiro befand. Die Panda wurde von der Brig HMS Curlew, Captain Trotter, im Juni 1834 vor der westafrikanischen Küste gestellt, die Piraten setzten daraufhin ihr Schiff selbst in Brand. Die Beute hatten die Piraten zuvor aufgeteilt und einen kleinen Teil davon an der afrikanischen Küste vergraben. Die HMS Savage brachte Gilbert und elf Mannschaftsmitglieder nach Boston, sie wurden dort nach einem Aufsehen erregenden Gerichtsverfahren am 11. Juni 1835 gehenkt. Don Pedro Gilbert beschränkte seine Kaperfahrten auf die atlantischen Gewässer, er war, soweit bekannt, niemals im Pazifik. Zur Kokosinsel besteht kein Bezug.

## Don Benito Derezans
Im Dezember 1857 ließ die Provinzregierung von Bahia unter großer Öffentlichkeitswirkung Benito Derezans (auch Don Benito Derezans), Kapitän des Sklavenschiffes Relampago, verhaften. Die Relampago war bereits 1851 vor der Küste von Bahia wegen illegalen Sklavenhandels aufgebracht worden, als das Schiff Sklaven von Lagos nach Bahia brachte. Derezans war es gelungen, sich mehr als fünf Jahre vor der Polizei und den Behörden zu verbergen. Er war jedoch kein Pirat, der Schiffe aufbrachte und beraubte, sondern verdiente sein Geld mit dem Sklaventransport von Afrika nach Brasilien. Eigner des in Baltimore gebauten Zweimast-Schoners Relampago war der Brasilianer Marcos Borges Ferras („Senhor Marcos“). Soweit bekannt, war die Relampago niemals im Pazifik. Es ist auch wenig wahrscheinlich, dass Derezans durch Sklavenhandel „Schätze im Wert von mehreren Millionen Mark“:33 angehäuft haben könnte, zumal er nicht auf eigene Rechnung, sondern im Auftrag von Marcos Borges Ferras handelte.

## Bartholomew Sharp
Einige Details der „Lebensgeschichte“ von Benito Bonito lassen sich auf die Biografie des Piraten Bartholomew Sharp (* um 1650; † 29. Oktober 1702) zurückführen. Zusammen mit anderen Piratenkapitänen attackierte er spanische Schiffe in der Bucht von Panama. Außerdem konnte er mehrere Schiffe vor der südamerikanischen Küste aufbringen. Am 10. Juli 1681 eroberte Sharp die San Pedro und erbeutete „zwanzigtausend ‚Pieces of Eight‘ (Silbermünzen zu 8 Reales) in acht Truhen und noch mehr in Säcken, daneben weiteres Silber“. Am 27. Juli 1681 enterte Sharp das spanische Handelsschiff El Santo Rosario, das mit zahlreichen Truhen voller Silbermünzen, 700 Silberbarren und Mengen von Wein und Branntwein beladen war. Teile seiner Beute soll Sharp auf der Kokos-Insel versteckt haben.

## Peter I.
Es wurde auch die eher abwegige Vermutung geäußert, der Pirat Benito Bonito, auch Dom Pedro genannt, sei identisch mit Kaiser Peter I. von Brasilien, der unter dem Namen Peter IV. auch König von Portugal war.:38 Peter I. (portugiesisch: Dom Pedro I.), hieß mit vollständigem Namen Pedro de Alcântara Francisco António João Carlos Xavier de Paula Miguel Rafael Joaquim José Gonzaga Pascoal Cipriano Serafim de Bragança e Bourbon und war von 1822 bis 1831 Kaiser von Brasilien. Er wurde am 12. Oktober 1798 in Queluz (Portugal) geboren und starb am 24. September 1834 ebendort. In seiner Biografie gibt es keinen Hinweis auf eine nautische Betätigung, geschweige denn auf Freibeuterei. Er hatte keinerlei Interesse für die Seefahrt entwickelt. Sein einziger Aufenthalt auf See war 1807/1808 als neunjähriger Knabe während der Flucht der königlichen Familie vor der napoleonischen Invasionsarmee von Lissabon nach Brasilien und die spätere Rückkehr nach Portugal als Passagier.

## L' Espiègle
Bonitos Schiff soll angeblich während einer Kaperfahrt nach Valparaiso von dem britischen Kriegsschiff L' Espiègle aufgebracht und die Mannschaft gefangen genommen worden sein. Benito Bonito habe sich angesichts der aussichtslosen Lage eine Kugel in den Kopf geschossen.:37
Die L' Espiègle war ursprünglich eine französische Korvette, gebaut 1803/1804 in der Werft Ethéart, Saint-Malo. Sie wurde am 16. August 1808 von der britischen Fregatte Sibylle, Captain Clotworthy Upton, aufgebracht und anschließend unter dem Namen HMS Electra in die britische Flotte integriert. Die Electra bzw. ex L' Espiègle war unter dem Kommando von Captain William Gregory während des Britisch-Amerikanischen Krieges (1812 bis 1814) tatsächlich in ein Gefecht mit einem „Piraten“ verwickelt. Am 7. Juli 1813 stellte sie in der Nähe von Neufundland das amerikanische Kaperschiff (Privateer) Growler von Captain N. Lindsey.

## Mythos und Wahrheit
Benito Bonito, wie er in den zahlreichen Publikationen um die „Schatzinsel“ geschildert wird, ist ein Mythos, ein Konglomerat aus Versatzstücken verschiedener Biografien real existierender Personen. Wie oft in den Schatzgeschichten um die Kokos-Insel werden Halbwahrheiten miteinander vermischt, mit viel Phantasie verbunden und zu Tatsachen erklärt, meist ohne belastbare Belege zu nennen. Wenn nachvollziehbare Daten oder Namen genannt werden, stellen sich die Angaben in der Regel als falsch oder verfälscht heraus.